# Караваев, Илья Николаевич
Илья Николаевич Караваев (4 мая 1995, Алма-Ата, Казахстан) — казахстанский футболист, вратарь клуба «Хан-Тенгри».

## Клубная карьера
Воспитанник алматинского футбола. Футбольную карьеру начинал в 2015 году в составе клуба ЦСКА Алма-Ата в первой лиге.
В марте 2019 года перешёл в «Акжайык». 8 мая 2021 года в матче против клуба «Кайсар» дебютировал в казахстанской Премьер-лиге (1:0), выйдя на замену на 85-й минуте вместо Сергея Литовченко.
В начале 2022 года подписал контракт с клубом «Атырау».

## Достижения
«Акжайык»
- Серебряный призёр Первой лиги Казахстана: 2020

## Клубная статистика
| Игровая карьера | Игровая карьера | Игровая карьера | Лига | Лига | Кубок | Кубок | Межд. | Межд. | Др. | Др. |
| --------------- | --------------- | --------------- | ---- | ---- | ----- | ----- | ----- | ----- | --- | --- |
| 2019            | Акжайык         | Б               | 14   | −8   | —     | —     | —     | —     | —   | —   |
| 2020            | Акжайык         | Б               | —    | —    | —     | —     | —     | —     | —   | —   |
| 2021            | Акжайык         | А               | 6    | −6   | —     | —     | —     | —     | —   | —   |
| 2022            | Атырау          | А               | 3    | −7   | 3     | −4    | —     | —     | —   | —   |